# Hans-Peter Haupt
Hans-Peter Haupt (* 10. April 1967 in Wesseling) ist ein deutscher Kommunalpolitiker (CDU), Unternehmer, Diplom-Ingenieur der Nachrichtentechnik und Lehrbeauftragter der Technischen Hochschule Köln. Heute berät er Kommunalpolitiker und MINT-Fachkräfte in den Bereichen Kommunikation, Strategie, Führung und Selbstmanagement.

## Leben

### Anfänge
Als Sohn eines Landwirts ist Haupt auf einem Bauernhof mit Gemüsebaubetrieb aufgewachsen und ist bis heute der Natur sehr verbunden.
Haupt besuchte die Albert-Einstein-Realschule in Wesseling, welche er 1984 mit der Fachoberschulreife abschloss. Im Anschluss machte er eine Berufsausbildung zum Radio- und Fernsehtechniker, erlangte 1989 an der Fachoberschule für Technik in Bonn die Fachhochschulreife und studierte dann an der ehemaligen Fachhochschule Köln (heute Technische Hochschule Köln) Elektrotechnik mit dem Schwerpunkt Nachrichtentechnik. Bereits im selben Jahr trat Haupt in die Junge Union ein, wurde 1993 Mitglied der CDU und auch in seinem Studium wurde sein politisches Engagement deutlich: Seine Diplomarbeit absolvierte er 1997 durch die Entwicklung eines Systems zur sicheren Durchführung von Abstimmungen, Umfragen und Wahlen im offenen, heterogenen Netzwerk (Internet).
Haupt ist verheiratet und Vater eines Sohnes.

### Karriere und Qualifikationen
Haupt hat die Berufsausbildung zum Radio- und Fernsehtechniker erfolgreich absolviert. Er ist außerdem Diplom-Ingenieur der Nachrichtentechnik und seit 2016 Lehrbeauftragter der Technischen Hochschule Köln an der Fakultät für Informations-, Medien- und Elektrotechnik.
Von 2009 bis 2014 war Haupt Bürgermeister der Stadt Wesseling und hat im Rahmen seiner Tätigkeit in der Kommunalpolitik und der IT-Branche das IBIS-System entwickelt, das Rednern in der Öffentlichkeit das Auftreten und sinnvolle Präsentieren erleichtern soll. Sein selbstentwickeltes Coachingprogramm wird von der Lionidas GmbH vertrieben, die unter seiner Leitung getrennte Programme für MINT-Fachkräfte und Führungskräfte aus Politik und Verwaltung anbietet.

## Sonstiges Engagement
- Mitglied des Günter-Rinsche-Kreises der Konrad-Adenauer-Stiftung[6]
- Vorsitzender der Kommunalpolitischen Vereinigung Rhein-Erft-Kreis[7]
- Stellvertretender Vorsitzender der MIT Rhein-Erft-Kreis
- Beisitzer im Vorstand der MIT Nordrhein-Westfalen[8]
- Verwaltungsrat der Kölner Haie[9]

## Auszeichnungen
- Ehrenring der Stadt Wesseling[10]
- Ehrenmitglied des Jugendrings Wesseling